# Kano (Computer)

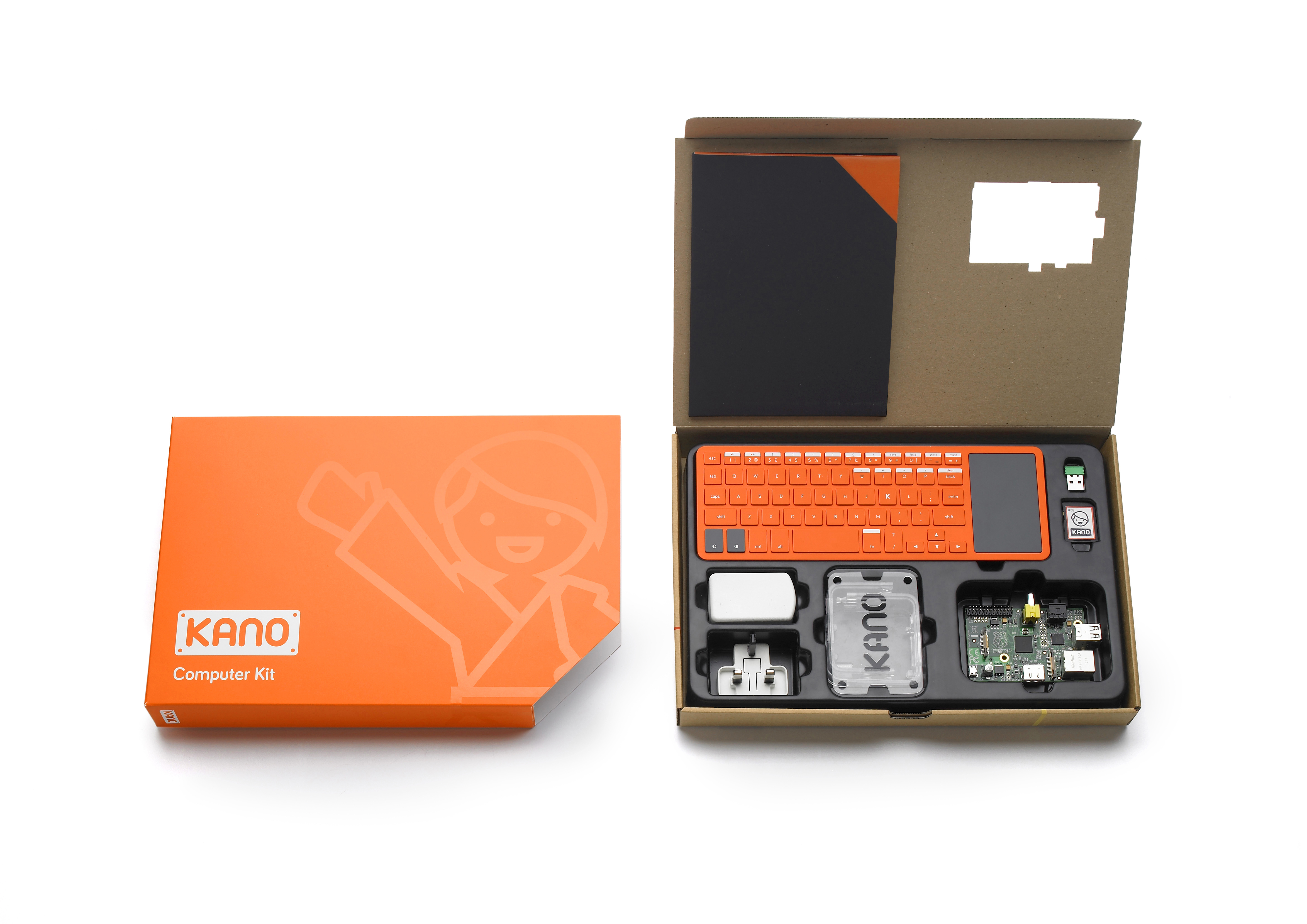
Ein Kano-Bausatz

Kano ist ein Computer-Bausatz, der Menschen jeden Alters helfen soll, einen Computer zusammenzubauen und einfache Programmierkenntnisse zu erlangen. Der Bausatz basiert auf dem Raspberry Pi.
Die Firma Kano lancierte im November 2013 eine Crowdfunding-Kampagne auf der Plattform Kickstarter, im Rahmen derer über 1,5 Millionen US-Dollar für die Finanzierung der Entwicklung des Kano eingenommen wurden. Ein Kano-Set kostet circa 150 US-Dollar. Es beinhaltet eine 8-GB-SD-Karte, die mit dem selbst entwickelten Betriebssystem Kano OS geliefert wird.